# ブルドッキングヘッドロック
ブルドッキングヘッドロックは日本の劇団（以下、「BHL」と略）。キャッチフレーズは「グロテスクな日常に、ささやかなおかしみを」。
2000年4月10日、ナイロン100℃の喜安浩平を中心に結成。
主宰は、喜安浩平（2000年～2007年）→西山宏幸（2008年～2014年）→喜安浩平（2015年～）

## 所属俳優
（）内は俳優のキャッチフレーズ。
- 喜安浩平（ボス、ゴリ） - 主宰。作、演出家。
- 寺井義貴（デジタル選手）
- 山口かほこ（ちびっこギャング）
- 猪爪尚紀（風薫る季節）
- 岡山誠（コンクリートジャングル）
- 古川夏子（元・津留崎夏子）（せせらぎの国から）
- 小笠原健吉（邪念、そして雑念）
- 浦嶋健太（青空と複雑）
- 葛堂里奈（踏んづけていいですか…？）
- 竹之内健志（バカ・ザ・マン）
- 髙橋龍児（毒と微笑み）
- 橋口勇輝（まるごし君）
- 平岡美保（真線でキュッとね）
- 山田桃子（桃子100％）
- 足立悠子（1upキノコ） - 制作
- 藤原彩花（アメ玉スースー） - 制作

### 過去の俳優
- 篠原トオル（夜更かし監督）[1]
- 永井幸子（ひねくれ女学院）[2]
- 藤原よしこ（女豹）
- はしいくみ（♪ライクアバージン）[3]
- 鳴海由莉（シャニム）[3]
- 関家麻紀子（闘うMCお姉さん）

## 公演
- vol.1 「思考の大回転」 （2000年）
- vol.2 「彼方の塵、クズ」 （2001年）
- 番外公演 「夏休みの宿題」 （2001年）
- vol.3 「青空と複雑」 （2002年）
- vol.4 「ゆっくり震える」 （2002年）
- vol.5 「パンクの園」 （2002年）
- Special Edition 「〜ワンダフルツアー〜 ライド・オン・ザ・フライングシープ」 （2003年）
- vol.6 「見知らぬ骨1、2個」 （2003年）
- Special Edition 映画 「ドラゴン・シティ」 （2004年） - 映像作品。多くのゲストが参加。
- vol.7 「花びら＊黄金のカーテン」 （2004年）
- コントライブ 「チョップとキックとジョーカー」 （2004年）
- vol.8 「虎」 （2005年）
- vol.9 「スパイシージュースHOT」 （2005年）
- vol.10 「サクセスの空」 （2005年）
- vol.11 「亀の気配」 （2006年）
- vol.12 「とぐろ」 （2007年）
- vol.13 「不確かな怪物」 （2007年）
- vol.14&15 「役に立たないオマエ」「とける」 （2008年）- BHL初の連続作品。
- vol.16 「女々しくて」 （2009年） - 女々しくてシリーズ。
- vol.17 「ケモノミチ」 （2009年）
- vol.18 「黒いインクの輝き」 （2010年） - 女々しくてシリーズ。
- vol.19 「Do！太宰」 （2010年）
- vol.20 「嫌な世界」 （2010年）
- vol.21 「毒と微笑み」  （2011年）
- vol.22 「スケベの話」 （2012年） - 女々しくてシリーズ。
- vol.23 「少し静かに」 （2013年）
- vol.24 「旅のしおり2013」 （2013年）
- BHL＋三鷹市芸術文化センター presents 「おい、キミ失格！」 （2014年）
- vol.25 「青空と複雑」 （2014年）
- vol.26 「1995」 （2015年）
- vol.27 「スケベの話～オトナのおもちゃ編～」 （2016年）
- vol.28 「バカシティ」 （2016年）
- vol.29 「田園にくちづけ」（2017年）